# Dell Inspiron

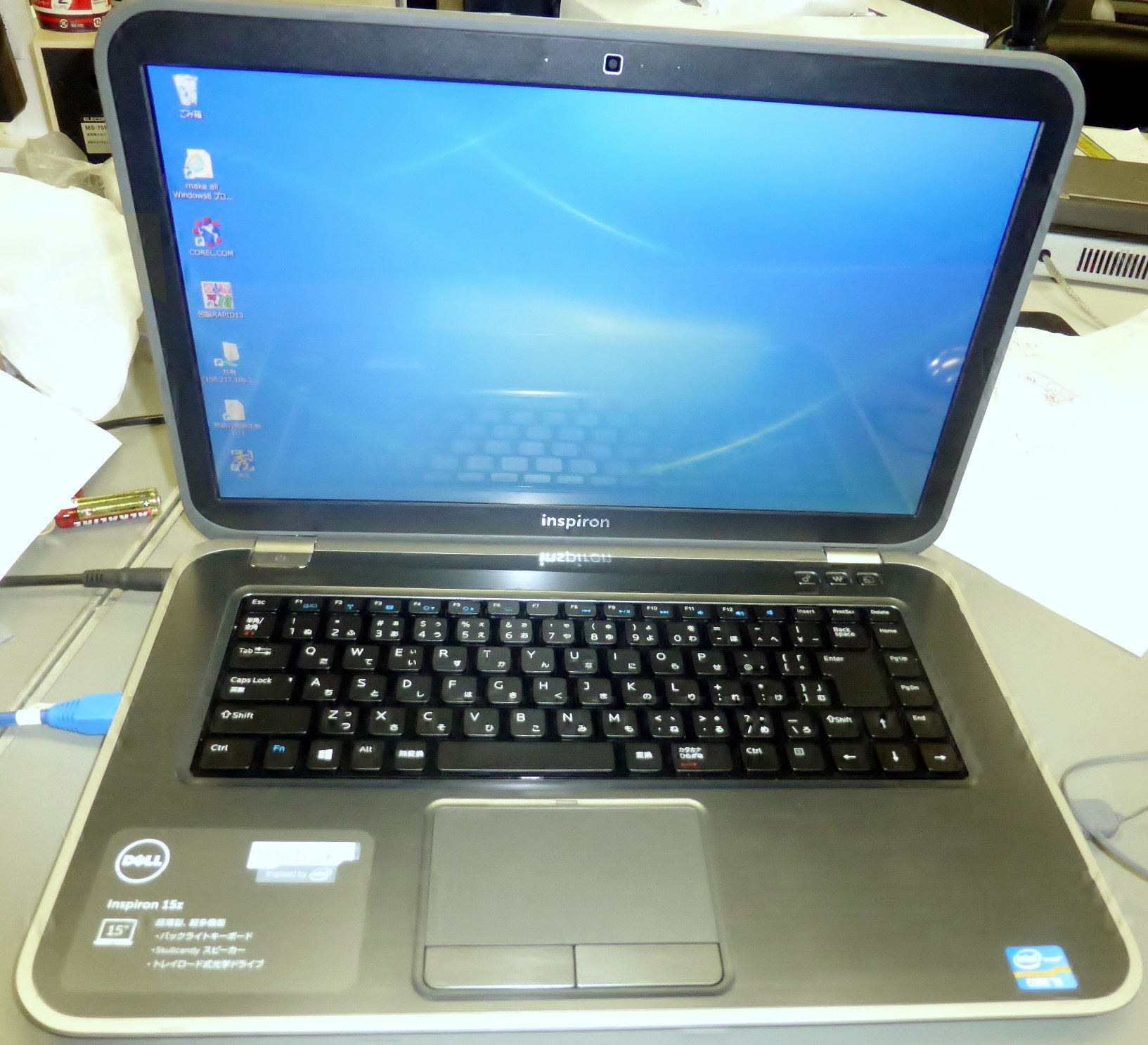
Un Dell Inspiron 15X

La gamme Inspiron de chez Dell est une gamme d'ordinateurs fixes et portables pour le grand public. Certaines configurations sont vendues sur Ubuntu/Linux.